# Конференция католических епископов Словении
Словенская конференция католических епископов (словен. Slovenska škofovska konferenca, SŠK) — конференция католических епископов Словении. В её состав входит 8 человек: 6 епископов, возглавляющих 6 архиепархий и епархий, 1 епископ-помощник и 1 епископ на покое (эмерит).
С 1918 по 1993 год словенские епископы входили в состав Югославской конференции. После обретения Словенией независимости словенские католические епископы 25 июля 1992 года на своём совещании одобрили петицию к Святому Престолу об образовании отдельной конференции. Папа Иоанн Павел II одобрил её создание 19 февраля 1993 года, на следующий день Конгрегация по делам епископов выпустила декрет, официально утверждающий Словенскую конференцию.
Словенская конференция католических епископов является полноправным членом Совета конференций католических епископов Европы.

## Список председателей[2]
1. Алоизий Шуштар (1993—1997)
2. Франц Роде (1997—2004)
3. Франц Крамбергер (2004—2007)
4. Алоиз Уран (2007—2010)
5. Антон Стрес (2010—2013)

## Состав конференции по данным на 2012 год[1]
- Антон Стрес, председатель, архиепископ Любляны
- Марьян Турншек, заместитель председателя, архиепископ Марибора
- Андрей Главан, епископ Ново-Место
- Станислав Липовшек, епископ Целе
- Юрий Бизьяк, епископ Копера
- Петер Штрумпф, епископ Мурска-Соботы
- Антон Ямник, епископ-помощник архиепархии Любляны
- Метод Пирих, епископ-эмерит епархии Копера